# Elaeocarpus gigantifolius
Espèce
Statut de conservation UICN

 VU D2 : Vulnérable
Elaeocarpus gigantifolius est une espèce de plantes de la famille des Elaeocarpaceae.

## Publication originale
- Leaflets of Philippine Botany 4: 1182. 1911.